# МТП-1
МТП-1 (от Машина Технической Помощи) — советская машина технической помощи на базе бронетранспортёра БТР-50П.

## Описание конструкции
Основным предназначением МТП-1 является техническое обеспечение машин на базе «Объекта 765», состоящих на вооружении мотострелковых подразделений сухопутных войск.
Благодаря имеющемуся оборудованию МТП-1 обеспечивает:
1. Техническое обслуживание, оказание помощи экипажу и эвакуацию машин на базе БМП-1;
2. Наблюдение за состоянием машин на поле боя;
3. Производство необходимой газовой резки и сварки металлов;
4. Проверку узлов, деталей и технического состояния машин;
5. Буксирование неуправляемых и управляемых машин;
6. Дозаправку машин маслом и топливом;
7. Вытягивание застрявших машин;
8. Осуществление текущего ремонта машин.

Время развёртывания МТП-1 составляет от 25 до 30 минут, а свёртывания — от 20 до 25 минут.

### Броневой корпус и башня
Машина создана путём переоборудования бронетранспортёра БТР-50П. В результате переоборудования в конструкцию броневого корпуса внесены изменения. Убрана брезентовая крыша и десантное отделение, вместо него создано производственное отделение для проведения различных работ, имеющее стальную крышу. Таким образом машина стала полностью герметична. Изменено крепление пулемёта, имеется возможность ведения огня по противнику без разгерметизации корпуса.
Корпус машины разделён на три основных отделения: отделение управления, силовое отделение и производственное отделение. Отделение управления и силовое отделение полностью идентичны базовой машине.

### Вооружение
В качестве основного вооружения используется 7,62-мм пулемёт ПКБ. Возимый боекомплект составляет 1250 патронов. Дополнительно в комплекте поставки имеется сигнальный пистолет с 20 патронами и 18 ручных гранат Ф-1.

### Средства наблюдения и связи
Для осуществления наблюдения за местностью в машине установлено 8 призменных приборов ТНП-Б, а также приборы ночного видения ТВН-2Б и ТКН-3Б. Кроме того на машине установлен осветитель ОУ-3ГА2 и источник инфракрасного света ФГ-125.
Для обеспечения связи с командованием в машине установлена приёмо-передающая, симплексная, телефонная радиостанция Р-123 с частотной модуляцией. На местности средней пересечённости при отсутствии радиопомех радиус действия Р-123 составляет более 20 км, при включенном подавителе шумов — более 13 км, а при наличии посторонних помех — от 8 до 12 км.
Для обеспечения переговоров между экипажем в машине установлено танковое переговорное устройство Р-124 на четырёх абонентов.

### Двигатель и трансмиссия
В качестве силовой установки используется дизельный двигатель В-6ПГ, отличающийся от базовой модификации установкой генератора Г-74 с реле-регулятором РРТ-31М. Максимальная мощность двигателя составляет 240 л.с. Общая ёмкость баков с топливом составляет 340 литров, что обеспечивает общий запас хода в 500—600 км.
В силовую передачу машины входит главный двухдисковый фрикцион сухого трения, имеющий два ведущих и два ведомых диска. Коробка передач — механическая, трёхходовая с постоянным зацеплением зубьев шестерен. Имеет пять передних и одну заднюю передачу.

### Ходовая часть
В МТП-1 применён гусеничный движитель с задним расположением ведущих колёс. Цепи гусеничных лент металлические, мелкозвенчатые с цевочным зацеплением. В каждой цепи имеется по 96 траков, соединённых между собой стальными пальцами. Шаг трака составляет 128 мм, а ширина 360 мм. С каждого борта установлено по 12 опорных катков, каждый из которых имеет диаметр 670 мм и весит по 63 кг.
Подвеска машины индивидуальная торсионная с гидравлическими амортизаторами двустороннего действия.
Для движения по воде в МТП-1 имеются два специальных водомётных движителя.

### Специальное оборудование
Для ориентирования на местности МТП-1 оборудована гирополукомпасом ГПК-59. Также в состав специального оборудования машины входят:
1. Две фильтровентеляционные установки ФВУ-15 с нагнетателем, общей производительностью 15 м³ в час, для коллективной защиты экипажа машины[8];
2. Противопожарное оборудование, в состав которого входят два баллона с углекислотой общей ёмкостью 5 литров. Баллоны могут приводиться в действие либо вручную либо автоматически по показаниям термодатчиков. Также имеется один ручной огнетушитель ОУ-2[7];
3. Средства маскировки, состоящие из системы дымозапуска ТДА[7].

В машине МТП-1 имеется специальное технологическое оборудование для осуществления задач технической помощи, которое состоит из:
1. Крана-стрелы, обеспечивающего грузоподъёмность 1,5 т[7];
2. Оборудования АСМ-1-66 для ацетилено-кислородной резки и сварки металлов[10];
3. Средства буксирования и эвакуации[10];
4. Заточной станок[2];
5. Заправочный агрегат МЗА-3 для заправки машин топливом и маслом[2].

## Операторы
- СССР — 4 единицы МТП-1 в зоне «до Урала», по состоянию на 1991 год[11], перешли к образовавшимся после распада государствам

## Сохранившиеся экземпляры
Украина — Коростень, Машина технической помощи МТП-1 установлена на постаменте у входа в военно-исторический комплекс «Командный пункт „Скеля“» («Скала»).